# Penchen Sönam Dragpa
| Tibetische Bezeichnung                             |
| -------------------------------------------------- |
| Tibetische Schrift: པཎ་ཆེན་བསོད་ནམས་གྲགས་པ།           |
| Wylie-Transliteration: pan chen bsod nams grags pa |
| Chinesische Bezeichnung                            |
| Vereinfacht: 班钦·索朗扎巴                         |
| Pinyin:Banqin Suolang Zhaba                        |

Penchen Sönam Dragpa (tib. pan chen bsod nams grags pa; geb. 1478; gest. 1554) war ein bedeutender tibetischer Gelugpa-Mönch.
Er war der 15. Ganden Thripa oder Thronhalter des Klosters Ganden. Seine Texte bilden den Kernlehrplan für das Loseling-Kolleg der Klosteruniversität Drepung, das Shartse-Kolleg der Klosteruniversität Ganden und mehrere andere Gelugpa-Klöster. Er wurde vom 2. Dalai Lama unterrichtet und wurde später der Lehrer des 3. Dalai Lama.
Zu seinen wichtigsten historiographischen Werken gehört sein Werk Neue Rote Annalen (deb ther dmar po gsar ma), eine allgemeine Geschichte Tibets der historiographischen Debther (deb ther)-Gattung, mit den Biographien der wichtigsten Lehrer des Kadam- und der Gelugorden. Es wurde auch ins Chinesische und Englische übersetzt.

## Werke (Auswahl)
- bka' gdams gsar rnying gi chos 'byung
- deb ther dmar po gsar ma
- rgyud sde spyi'i rnam par bzhags pa skal bzang gi yid 'phrog ces bye ba bzhugs so[2]